# Horváth Róbert István
Horváth Róbert István (Felsőszakony, 1847. május 30. – Budapest, 1915. április 11.) Szent Benedek-rendi áldozópap és tanár, alperjel.

## Élete
1867. szeptember 8-án lépett a rendbe. Pannonhalmán tanult teológiát, majd a budapesti tudományegyetemen szerezte földrajz-történelem szakos tanári oklevelét szerzett. 1874. április 21-én ünnepélyes fogadalmat tett és 1874. július 30-án miséspappá szenteltetett föl. Gimnáziumi tanár volt 1874-77-ben Kőszegen, 1877-től 1882-ig Pápán, 1883-tól Esztergomban, 1886-tól Sopronban tanította a magyar, latin nyelvet és történelmet. 1896-tól hitszónok és templom-gondnok, 1898-tól Komáromban gimnáziumi tanár, 1901-től kajári lelkész. 1907-től Zalaapátin nyugdíjasként, majd 1912-ben alperjel lett.
Programmértekezése: A Balkán-félsziget. (Pápai r. kath. gymnasium Értesítője 1880. 3-63. l.)